# Frauenorte sachsen

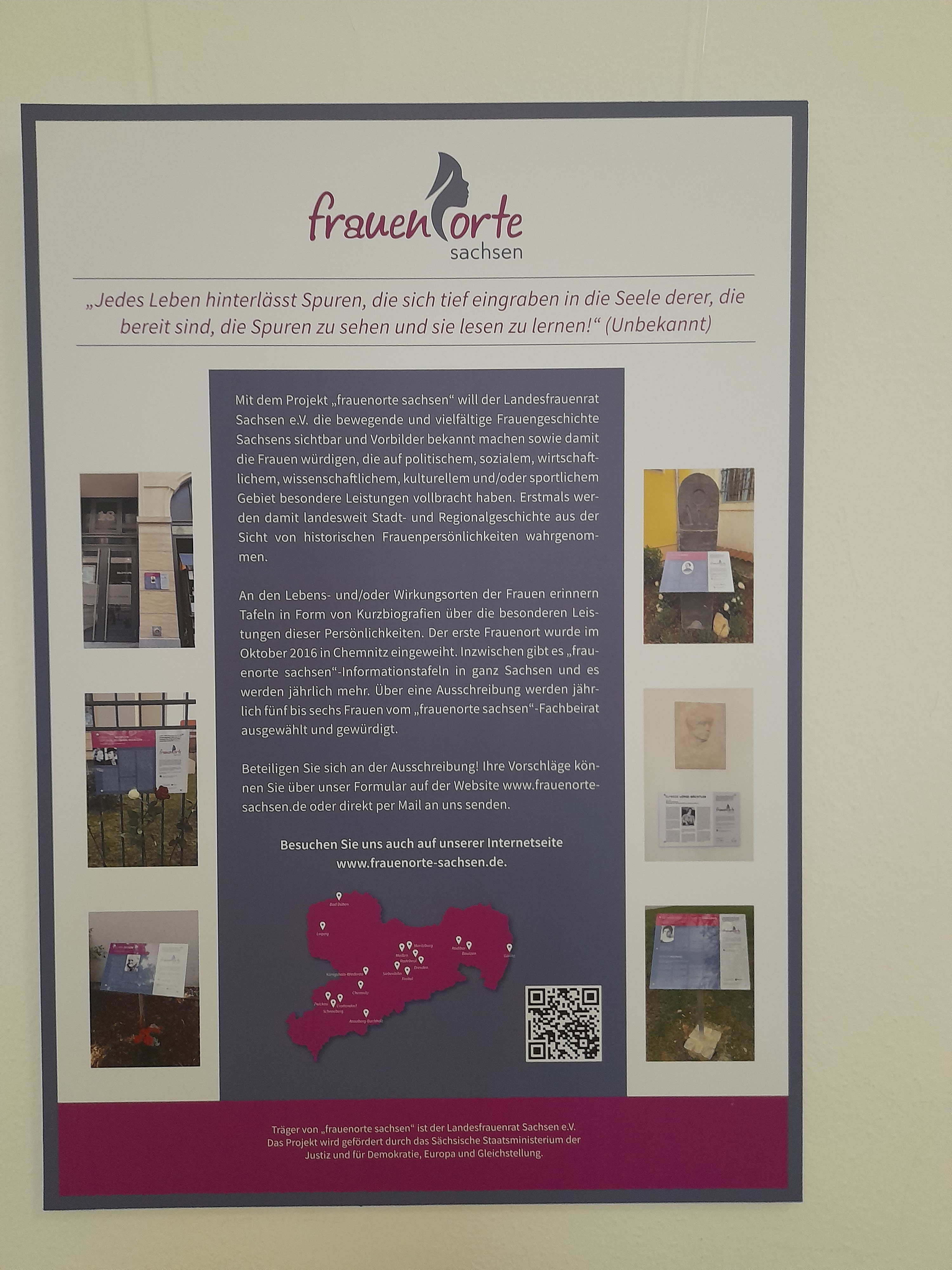
Ausstellung Frauenorte Sachsen, Infotafel

frauenorte sachsen ist ein Projekt des Landesfrauenrat Sachsen e. V.,  das die vielfältige Frauengeschichte Sachsens sichtbar macht. Es würdigt Frauen, die auf politischem, sozialem, wirtschaftlichem, wissenschaftlichem, kulturellem und sportlichem Gebiet besondere Leistungen vollbracht haben. Bundesweit gibt es vergleichbare Projekte unter dem Begriff Frauenorte.

## Beschreibung
Mit dem 2016 ins Leben gerufenen Projekt werden sachsenweit Stadt- und Regionalgeschichte aus der Sicht von historischen Frauenpersönlichkeiten betrachtet. Vor allem junge Menschen sollen erreicht werden, um sie für die Geschichte von Frauen im Freistaat Sachsen zu sensibilisieren.
An den Wirkungs- bzw. Wohnorten der Frauen werden Informationsstelen aufgestellt oder Tafeln an Häusern angebracht, die über das Leben und Wirken der Frauen informieren. Diese Orte sind öffentlich und jederzeit zugänglich.
Die ursprüngliche Idee zu dieser Würdigung von Frauen stammt aus Sachsen-Anhalt und wurde für die Weltausstellung Expo 2000 entwickelt und umgesetzt. Träger des Projektes „frauenorte sachsen“ ist der Landesfrauenrat Sachsen e. V. Er wird gefördert durch das Sächsische Staatsministerium der Justiz und für Demokratie, Europa und Gleichstellung.

## Fachbeirat
Die Auswahl der Frauenorte übernimmt der Fachbeirat des Projektes. Dieser wurde mit Beginn des Projektes im Februar 2016 vom Landesfrauenrat Sachsen e. V. einberufen. Die Mitglieder und der Vorsitz, bestehend aus Historikerinnen und Vertreterinnen verschiedener Institutionen, werden jährlich neu gewählt. Neben der Auswahl der Frauenpersönlichkeiten übernimmt der Fachbeirat auch das Lektorieren der Tafeltexte.

## Frauenorte in Sachsen

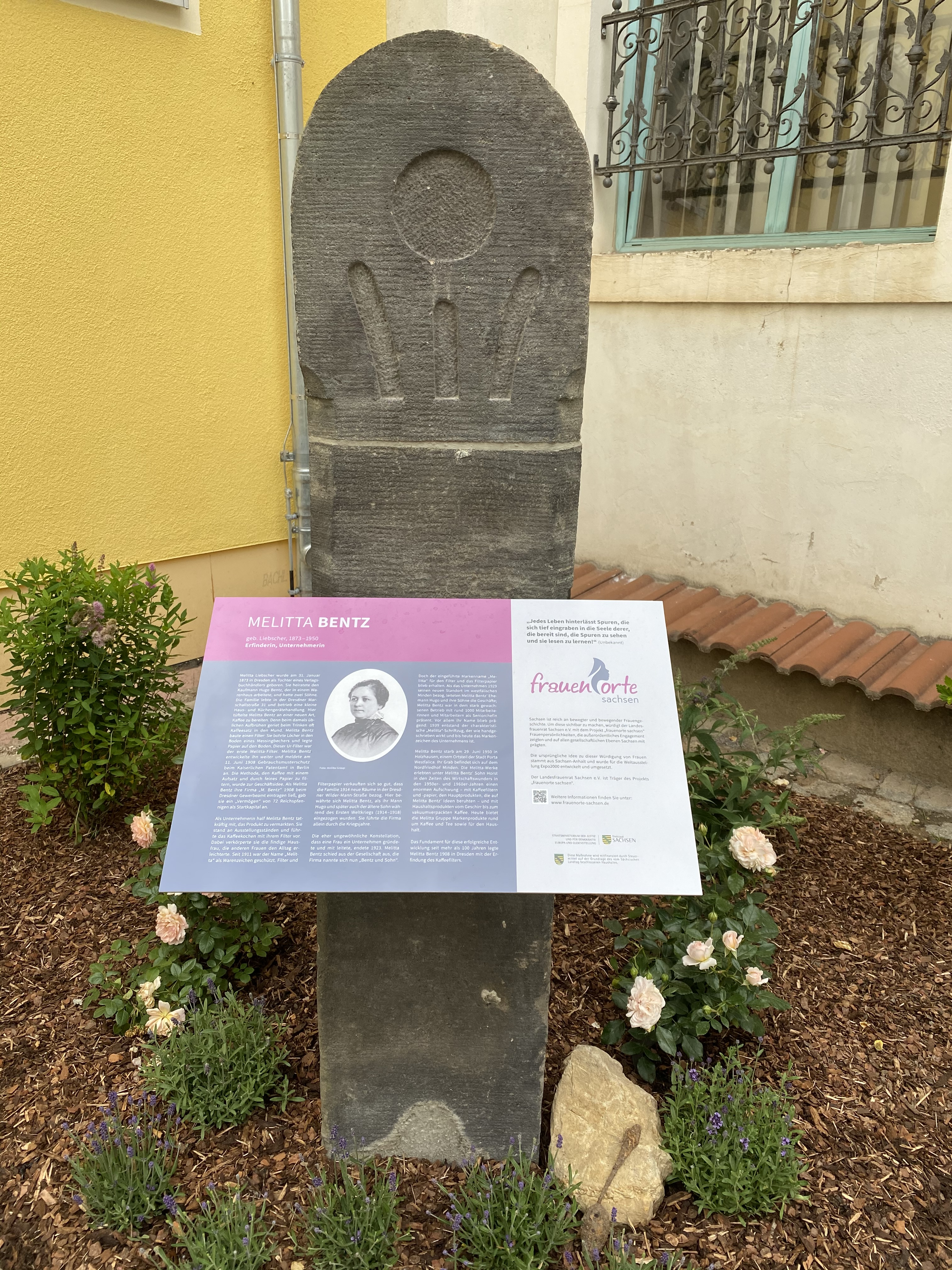
Gedenktafel zu Ehren Melitta Bentz in Dresden

- Annaberg-Buchholz: Barbara Uthmann, Montanunternehmerin und Bortenhändlerin
- Bad Düben: Louise Hauffe, Konzertpianistin
- Bautzen: Christel Ulbrich, Tanztherapeutin und Tanz- und Musikpädagogin
- Borna: Martha Schrag, Malerin und Grafikerin
- Chemnitz: Ernestine Minna Simon, Textilarbeiterin und Streikführerin
- Chemnitz: Irmtraud Morgner, Schriftstellerin
- Chemnitz: Marie Luise Pleißner, Frauenrechtlerin, Friedensaktivistin und Lehrerin
- Chemnitz: Marianne Brandt, Formgestalterin und Fotografin
- Crottendorf: Freya Graupner, Unternehmerin
- Doberschau-Gaußig: Marie Simon, Pionierin der beruflichen Krankenpflege, Wegbereiterin des Roten Kreuzes in Sachsen
- Dresden: Melitta Bentz, Erfinderin und Unternehmerin
- Dresden: Elfriede Lohse-Wächtler, Malerin der Avantgarde
- Dresden: Marie Stritt, Theaterschauspielerin, Frauenrechtlerin und Politikerin
- Dresden: Charlotte Meentzen und Gertrude Seltmann-Meentzen, Kosmetikerinnen und Unternehmerinnen
- Dresden: Johanna Wiegandt & Gertrud Wiegandt, Mathematikerinnen und Pionierinnen der Dresdner Universitätsgeschichte
- Dresden: Lili Elbe, Malerin
- Ehrenfriedersdorf: Elisabeth Ahnert, Malerin und Textilkünstlerin
- Eibenstock: Clara Angermann, Begründerin der Tambourstickerei in Eibenstock
- Freiberg: Elfriede Vey, Radrennfahrerin
- Freital: Marianne Bruns, Schriftstellerin und Dichterin
- Freital: Wilhelmine Reichard, Erste Ballonfahrerin Deutschlands
- Görlitz: Mira Lobe, jüdische Kinder- und Jugendbuchautorin
- Hoyerswerda: Brigitte Reimann, Schriftstellerin
- Kleinwelka: Schwesternhäuser der Herrnhuter Brüdergemeine in der Kolonie Kleinwelka
- Königshain-Wiederau: Clara Zetkin, Politikerin, Friedensaktivistin und Frauenrechtlerin
- Leipzig: Käthe Windscheid, erste deutsche promovierte Philologin und Wegbereiterin für das Frauenstudium in Deutschland
- Leipzig: Angelika Hartmann, Fröbelpädagogin und Begründerin des Leipziger Fröbel-Vereins
- Leipzig: Henriette Goldschmidt, Sozialpädagogin und Mitbegründerin der deutschen Frauenbewegung
- Leipzig: Clara Schumann, Pianistin, Komponistin und Klavierpädagogin
- Leipzig: Auguste Schmidt, Schulvorsteherin und Mitbegründerin der ersten deutschen Frauenbewegung
- Meißen: Louise Otto-Peters, Mitbegründerin der bürgerlichen deutschen Frauenbewegung und Schriftstellerin
- Meißen: Katharina Schroth, Handelsschullehrerin und Pionierin der Dreidimensionalen Skoliosebehandlung
- Moritzburg: Käthe Kollwitz, Grafikerin und Bildhauerin
- Radeberg: Agathe Zeis, Unternehmerin, Pädagogin und Pionierin der deutschen Camembert-Herstellung
- Radebeul: Christa Mannfeld-Hartung, engagierte Kinderärztin in Radebeul
- Radibor: Maria Grollmuß/Marja Grólmusec, sorbische Publizistin und Widerstandskämpferin
- Schneeberg: Rosina Schnorr, Montanunternehmerin im Erzgebirge
- Siebenlehn: Amalie Dietrich, Naturforscherin, Botanikerin, Zoologin und Forschungsreisende
- Stollberg: Frieda Freise, Bezirkswohlfahrtärztin, Stadtschulärztin und Vorkämpferin für eine Mütterschule
- Zittau: Lisa Tetzner, Märchenerzählerin und Kinderbuchautorin
- Zwickau: Bertha von Groitzsch, Klosterstifterin und Gründerin der ersten Pfarrkirche Zwickaus
- Zwickau: Gertrud Schubart-Fikentscher, Juristin und Rechtshistorikerin